# Alfredo Caprari
Alfredo Caprari (Ancona, 6 settembre 1937 – Ancona, 5 maggio 2003) è stato un politico italiano. Subentrò in sostituzione del senatore Pasquale Salvucci, dimissionario.